# Draguignan

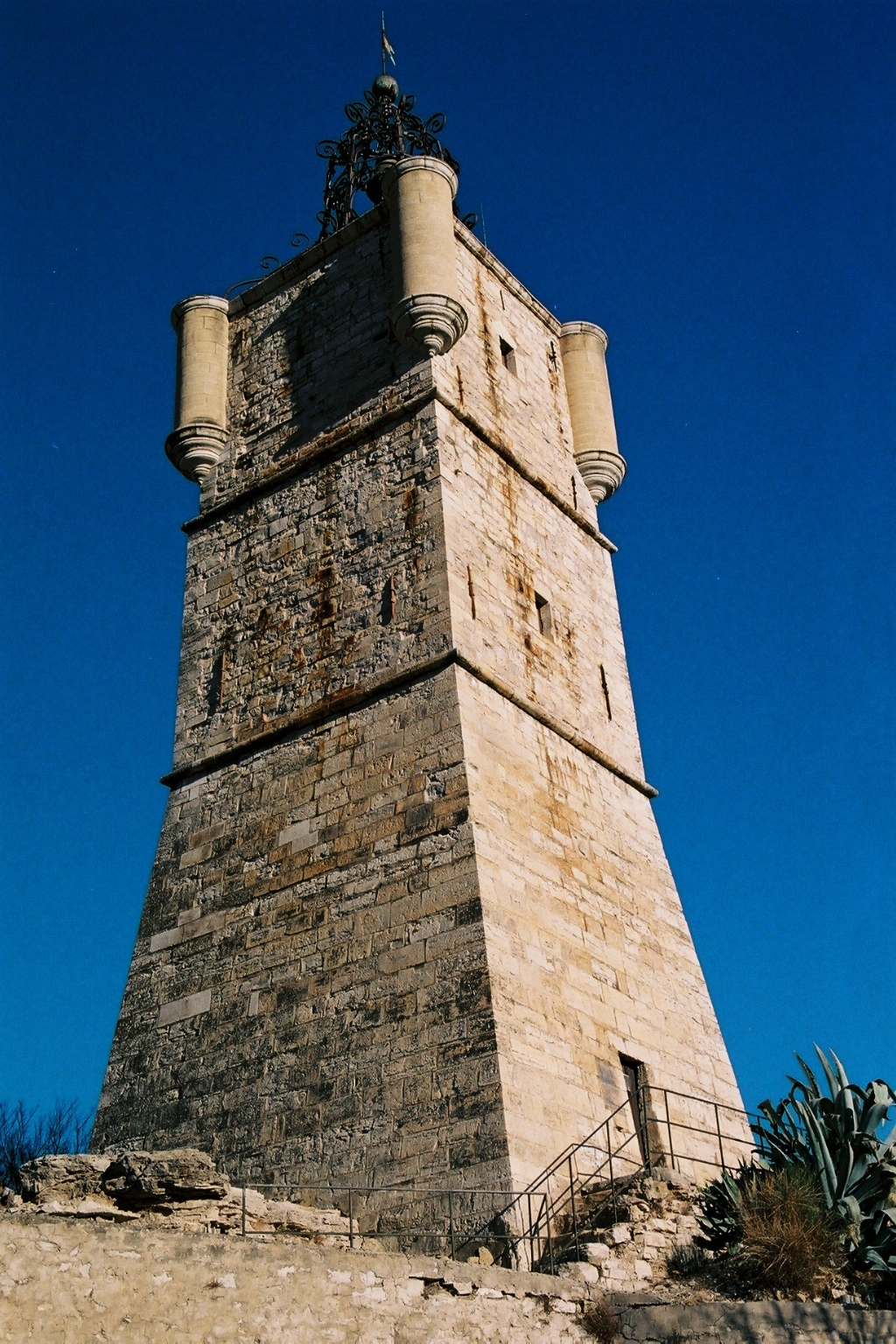
Klocktorn i Draguignan

Draguignan är en kommun i departementet Var i regionen Provence-Alpes-Côte d'Azur i sydöstra Frankrike. Kommunen ligger i kantonen Draguignan som tillhör arrondissementet Draguignan. År 2022 hade Draguignan 40 789 invånare.

## Befolkningsutveckling
Antalet invånare i kommunen Draguignan
| Referens: INSEE |